# ناردا (مجارستان)
ناردا (به مجاری:  Narda) یک شهرداری در مجارستان است که در واش واقع شده‌است. ناردا ۱۰٫۳۵ کیلومتر مربع مساحت و ۵۱۴ نفر جمعیت دارد.